# 云南络石
云南络石（学名：Trachelospermum yunnanense）是夹竹桃科络石属的植物。其种加词“yunnanense”意为“云南的”。分布于中国大陆的云南等地，生长于海拔1,700米至2,600米的地区，常生长在山地杂木林中以及山谷中，目前尚未由人工引种栽培。